# San Salvador Huixcolotla
San Salvador Huixcolotla är en kommun i Mexiko.   Den ligger i delstaten Puebla, i den sydöstra delen av landet, 150 km öster om huvudstaden Mexico City.
Följande samhällen finns i San Salvador Huixcolotla:
- Dolores